# آلان ويبر
آلان ويبر (بالفرنسية: Alain Weber)‏ هو ملحن فرنسي، ولد في 8 ديسمبر 1930 في شاتو تييري في فرنسا.

## وصلات خارجية
- آلان ويبر على موقع ميوزك برينز (الإنجليزية)